# But Not in Vain
Pour plus de détails, voir Fiche technique et Distribution.
But Not in Vain est un film britannico-néerlandais réalisé par Edmond T. Gréville, sorti en 1948.

## Synopsis
Fin 1944, la famine de Hongerwinter commence à faire sentir ses effets dans les Pays-Bas occupés du nord et de l'ouest alors que la persécution nazie est omniprésente. La ferme de Jan Alting, un patriote néerlandais qui a désavoué son fils pour sa collaboration avec les forces d'occupation allemandes, est connue par la Résistance néerlandaise comme un lieu de refuge pour ceux qui sont en danger face aux Allemands. Avec l'aide de sa fille Elly, ils hébergent un couple de juifs, Mark et Mary Meyer ainsi que van Nespen, un aristocrate ayant des liens actifs avec le mouvement clandestin et Bakker, un communiste recherché pour sabotage. Tous sont conscients du risque constant de trahison et d'exposition.
Anton, le fils de Jan, revient un jour à l'improviste dans son ancienne maison et découvre que son père et sa sœur abritent des subversifs. Il ordonne à son père de les dénoncer immédiatement, menaçant de les abattre tous si ce n'est pas fait. Jan est confronté aux exigences apparemment inconciliables du patriotisme et de la responsabilité de la sécurité de ses protégés, ainsi qu'aux sentiments qu'il éprouve encore pour Anton, malgré la trahison de ce dernier envers tout ce que Jan représente. Il est confronté à un choix moral difficile : laisser tomber ceux à qui il a donné refuge ou conspirer avec eux pour tuer son propre fils.

## Fiche technique
- Titre français : But Not in Vain
- Réalisation : Edmond T. Gréville
- Scénario : Edmond T. Gréville d'après la pièce de Ben Van Esselsteyn
- Musique : Gerard Schurmann
- Pays d'origine : Royaume-Uni
- Format : Noir et blanc - 1,37:1 - Mono
- Date de sortie : 1948

## Distribution
- Raymond Lovell : Jan Alting
- Carol van Derman : Elly Alting
- Martin Benson : Mark Meyer
- Agnes Bernelle : Mary Meyer
- Scott Forbes : Willem Bakker
- Bruce Lester : Fred Van Nespen